# Dzsucse-naptár
A Dzsucse-naptár vagy más néven észak-koreai naptár (hangul: 주체력, handzsa: 主體曆, RR: Jucheryok, ’Csucsherjok’) az elsődleges időszámítás Észak-Koreában. A Gergely-naptár képezi a gyökerét, azonban az időszámítást teljesen új alapra helyezték.

## Története
A naptárat 1997. július 8-án, az országot és a dzsucse eszmét alapító Kim Ir Szen (Kim Il-sung) halálának harmadik évfordulóján vezette be Kim Dzsongil (Kim Jong-il) észak-koreai vezető. Kim Ir Szen (Kim Il-sung) születési éve, 1912 az első év. Innen számítják a Dzsucse (Juche)-naptárat. Ahogy a Gergely-naptárban, úgy itt sem létezik 0. év. Az évszámon kívül semmiben sem tér el a Gergely-naptártól, hónapjai és napjai azonosak. Kiszámításához egyszerűen ki kell vonni az évszámból 1911-et (például 2025 a Dzsucse (Juche)-naptár szerint 114).

## Példák
| Dzsucse naptár | Gergely-féle | Tangun-naptár |
| -------------- | ------------ | ------------- |
| 1              | 1912         | 4245          |
| 51             | 1962         | 4295          |
| 100            | 2011         | 4344          |
| 101            | 2012         | 4345          |
| 102            | 2013         | 4346          |
| 103            | 2014         | 4347          |
| 104            | 2015         | 4348          |
| 105            | 2016         | 4349          |
| 106            | 2017         | 4350          |
| 107            | 2018         | 4351          |
| 108            | 2019         | 4352          |
| 109            | 2020         | 4353          |
| 110            | 2021         | 4354          |

## Használata
Sok esetben rosszul adják meg a dátumformátumot, elsősorban a külföldiek. Például: 2007. (Dzsucse (Juche) 96) június 12. Ez azért helytelen, mert a hivatalos alakban a dzsucse (juche) évszám áll első helyen, és a Gergely-féle van zárójelben.
Tehát a helyes alak:
주체96 (2007)년 6월 12일
Dzsucse (Juche) 96. (2007) június 12.

### Érdekességek
A Dzsucse-naptár éve mindig megegyezik a Kínai Köztársaság évszámításával, a Minguo-naptárral, amely az államalapítás évét veszi kezdeti évnek.

## Fordítás
- Ez a szócikk részben vagy egészben  a   Juche calendar című angol Wikipédia-szócikk fordításán alapul.  Az eredeti cikk szerkesztőit annak laptörténete sorolja fel. Ez a jelzés csupán a megfogalmazás eredetét és a szerzői jogokat jelzi, nem szolgál a cikkben szereplő információk forrásmegjelöléseként.

## Külső hivatkozások
- Észak-Korea hivatalos oldala